# Ida von Scheele-Müller

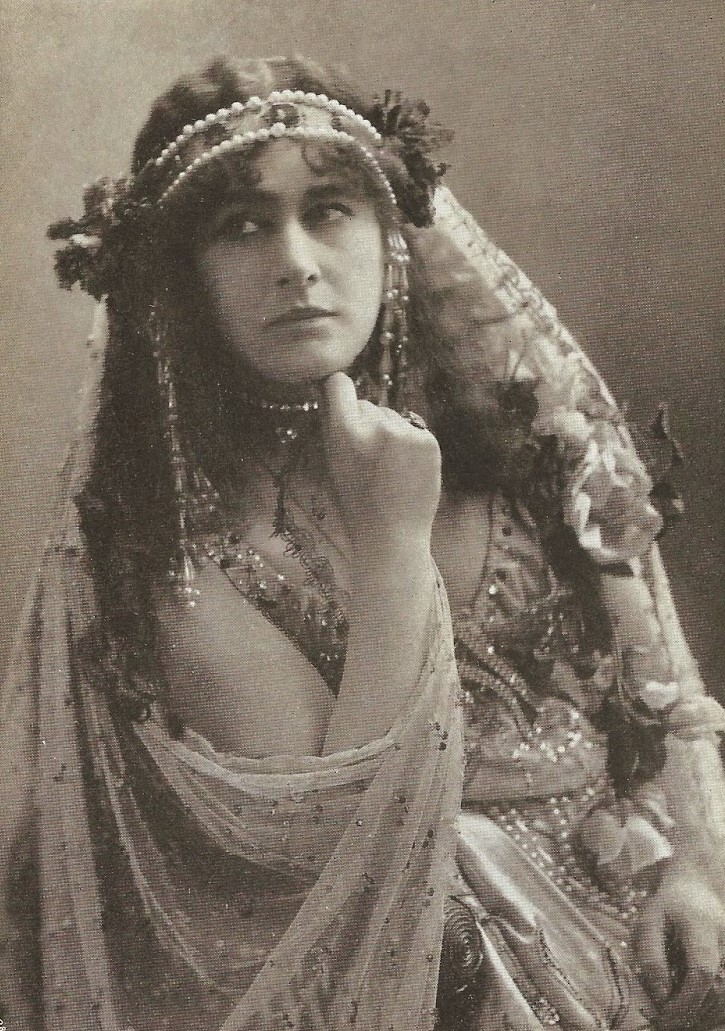
Ida von Scheele-Müller als Dalila (1908)

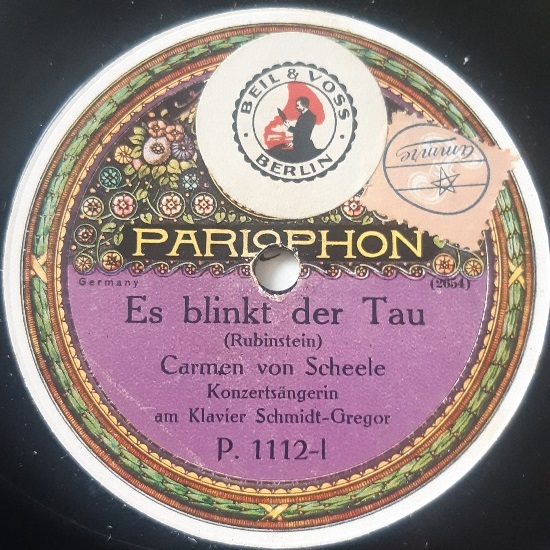
Schallplatte von Carmen von Scheele (Berlin 1920)

Joh. Auguste Ida von Scheele-Müller (geboren 14. April 1862 in Schladen; gestorben 15. März 1933 in Saarbrücken, Saargebiet) war eine deutsche Opernsängerin im Stimmfach Alt.

## Leben
Ida von Scheele-Müller wurde von 1884 bis 1886 bei Johanna André in Braunschweig im Bühnengesang ausgebildet und debütierte 1886 in Zürich als Nancy in der Oper Martha. Ab 1888 hatte sie für zehn Jahre ein festes Engagement in Riga, danach bis 1905 in Bremen, als sie an die Berliner Hofoper geholt wurde, wo sie 1930 ihren Bühnenabschied nahm. Von Scheele-Müller wirkte mit bei der deutschen Erstaufführung von Cenerentola von Ermanno Wolf-Ferrari in Bremen 1902, bei der Berliner Uraufführung von Elektra von Richard Strauss 1909, bei der Uraufführung von Poia von Arthur Nevin in Berlin 1910 und bei der Berliner Premiere von  Königskinder von Engelbert Humperdinck im Jahr 1911.
Sie war mit dem Arzt Heinrich von Scheele verheiratet, ihre Tochter Carmen von Scheele wurde ebenfalls Sängerin.
Solotitel auf Homokord (Berlin 1906–07), 1907–1916 entstanden zahlreiche Ensembleaufnahmen bei G&T und Gramophone, darunter der Orlofsky in vollständiger Fledermaus (1907) sowie Siebel in vollständiger „Margarethe“ (1908).

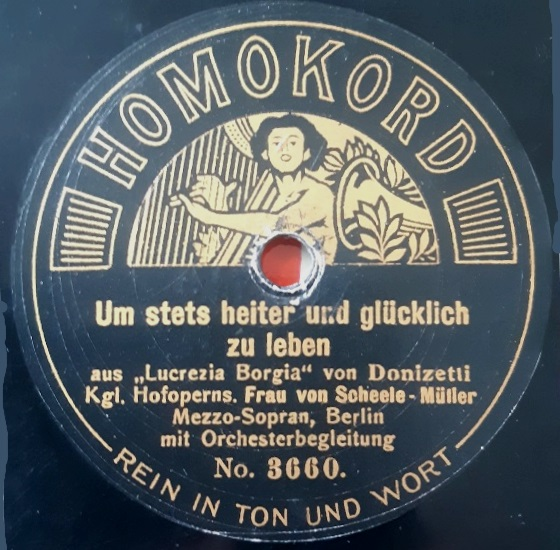
Schallplatte von Ida von Scheele-Müller (Berlin 1906)

Von ihrer Tochter Carmen von Scheele wurde eine einzige Aufnahme bei Parlophon veröffentlicht (Berlin 1920).

## Literatur

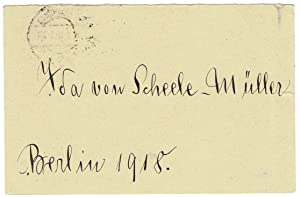
Autogramm
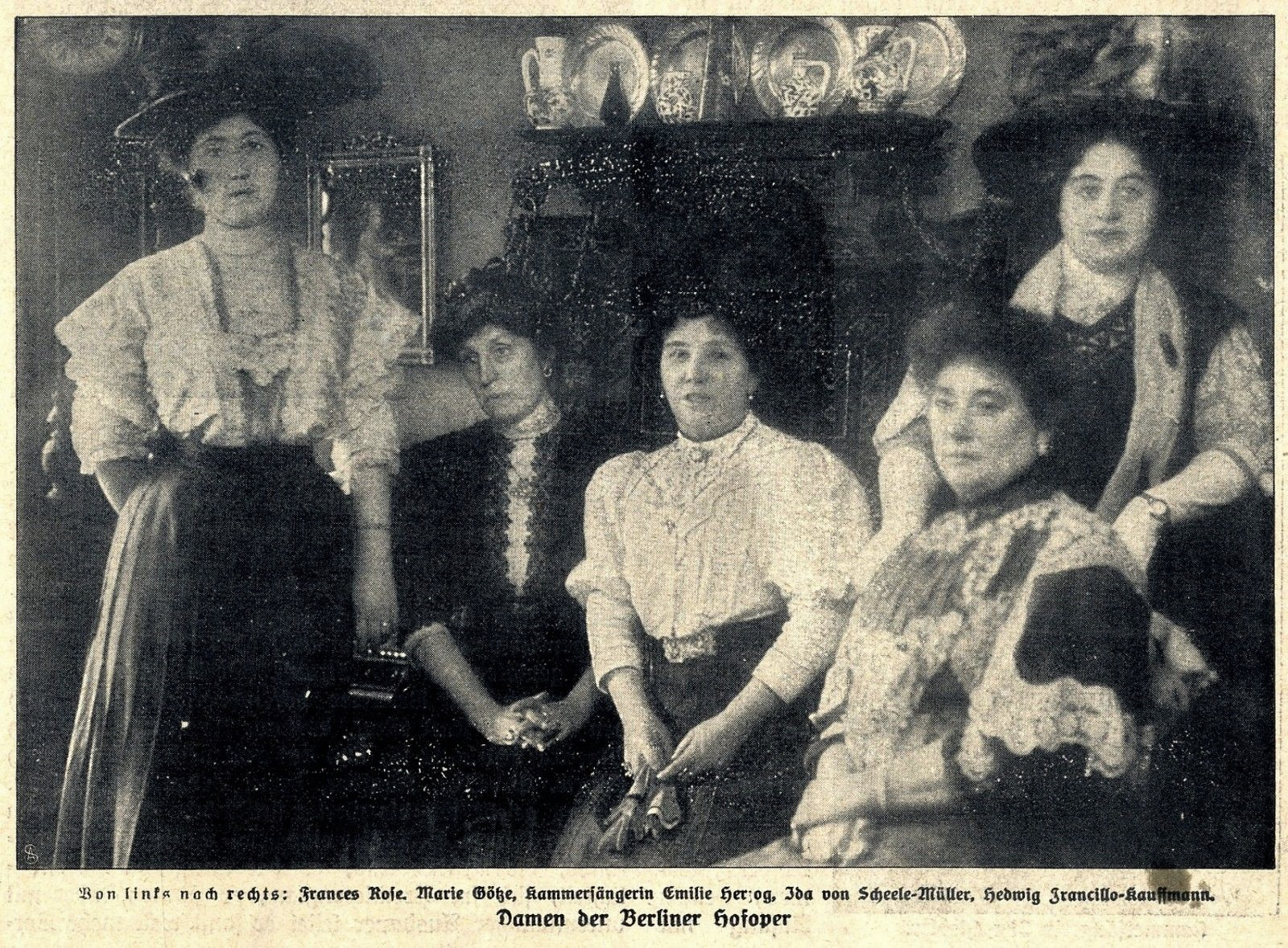
Die Damen der Berliner Hofoper, 1908 Frances Rose, Marie Goetze, Emilie Herzog, Ida von Scheele-Müller, Hedwig Francillo-Kauffmann